# Caitlin Regal
Caitlin Regal (nacida como Caitlin Ryan, Takapuna, 9 de febrero de 1992) es una deportista neozelandesa que compite en piragüismo en la modalidad de aguas tranquilas.
Participó en los Juegos Olímpicos de Tokio 2020, obteniendo una medalla de oro en la prueba de K2 500 m. Ganó cuatro medallas en el Campeonato Mundial de Piragüismo, en los años 2017 y 2018.

## Palmarés internacional
| Juegos Olímpicos   | Juegos Olímpicos            | Juegos Olímpicos  | Juegos Olímpicos |
| Año                | Lugar                       | Medalla           | Competición      |
| ------------------ | --------------------------- | ----------------- | ---------------- |
| 2020               | Tokio (Japón)               | Medalla de oro    | K2 500 m         |
| Campeonato Mundial |                             |                   |                  |
| Año                | Lugar                       | Medalla           | Competición      |
| 2017               | Račice (República Checa)    | Medalla de oro    | K2 500 m         |
| 2017               | Račice (República Checa)    | Medalla de bronce | K4 500 m         |
| 2018               | Montemor-o-Velho (Portugal) | Medalla de plata  | K2 500 m         |
| 2018               | Montemor-o-Velho (Portugal) | Medalla de plata  | K4 500 m         |